# بوابة طهران القديمة
بوابة طهران القديمة (بالفارسية: دروازه تهران قدیم) هو بوابة تاريخي يعود إلى عصر القاجاريون، ويقع في قزوين.